# Мистер 880
«Мистер 880» (англ. Mister 880) — американская романтическая комедия с элементами мелодрамы, снятая режиссёром Эдмундом Гулдингом в 1950 году.

## История создания
В основу сюжета данной киноленты легла история жизни американского фальшивомонетчика Эмериха Юттнера, на протяжении десяти лет подделывавшего однодолларовые банкноты и успешно скрывавшегося от правосудия до 1948 года.

## Сюжет
Агент Секретной службы Стив Бьюкенен и его босс обсуждают свое самое продолжительное дело, «дело 880», в котором фигурируют поддельные однодолларовые банкноты, каждая из которых содержит очевидную ошибку: «Вашингтон» пишется как «Уосингтон». Полицейские прозвали загадочного преступника «мистером 880». Поддельные банкноты, переданные им, называются «880-е».
Бьюкенен возвращается к первоначальной версии, но растягивает воспоминания людей.
Он начинает подозревать женщину, Энн Уинслоу, а не мужчину, и начинает встречаться с ней, чтобы узнать больше. Однако в начале расследования ей говорят, что он работает на Секретную службу. Она заинтересована в нём романтически, но приводит много ложных улик, указывающих на то, что она потенциально может быть фальшивомонетчицей. Вскоре они влюбляются друг в друга. Стиву предлагают работу во Франции, поскольку подделка долларов там также растет. Он решает отказаться: отчасти из-за Энн, а отчасти из-за нераскрытого «дела 880».
Однако именно Энн, а не Стив выясняет, кто такой «мистер 880»: её пожилой друг по прозвищу «Шкипер». Она очень его любит и не желает, чтобы он попал в тюрьму.
Когда в конце концов «Шкипера» ловят, он предстает перед судом, но, как ни странно, Стив просит судью о снисхождении. Судья мог бы вынести приговор в 15 лет, но вместо этого дал ему 9 месяцев. После недолгих дебатов этот срок был изменён на год и один день, поскольку условно-досрочное освобождение может быть назначено только лицам, отбывающим наказание свыше года. Это позволяет ему быть условно-досрочно освобожденным через 4 месяца. Он также оштрафован на один доллар., но все, что он может найти в своих карманах, — это подделки, поэтому Энн предлагает заплатить штраф за осужденного.

## В ролях
- Берт Ланкастер — Стив Бьюкенен
- Дороти Макгуайр — Энн Уинслоу
- Эдмунд Гвенн — шкипер Миллер
- Миллард Митчелл — «Мак» Мак Интайр
- Хью Сандерс — Тад Митчелл
- Говард Сент-Джон — шеф